# Eredivisie (mannenhandbal) 1987/88
De Eredivisie is de hoogste afdeling van het Nederlandse handbal bij de heren op landelijk niveau. In het seizoen 1987/1988 werd Blauw-Wit landskampioen. Attila en Loreal degradeerden naar de Eerste divisie.

## Opzet
De twaalf teams spelen in competitieverband tweemaal tegen elkaar. De nummer één mag zich landskampioen van Nederland noemen, de nummers elf en twaalf degraderen naar de eerste divisie.

## Teams
| Club                | Plaats      | Provincie     |
| ------------------- | ----------- | ------------- |
| Aalsmeer            | Aalsmeer    | Noord-Holland |
| Attila              | Utrecht     | Utrecht       |
| Blauw-Wit           | Neerbeek    | Limburg       |
| HAKA/E&O            | Emmen       | Drenthe       |
| Fototechniek/Hellas | Den Haag    | Zuid-Holland  |
| Hermes              | Den Haag    | Zuid-Holland  |
| Jahn II             | Stadskanaal | Groningen     |
| Loreal              | Venlo       | Limburg       |
| VGZ/Sittardia       | Sittard     | Limburg       |
| Swift Arnhem        | Arnhem      | Gelderland    |
| Estenkol/Tachos     | Waalwijk    | Noord-Brabant |
| Herschi/V&L         | Geleen      | Limburg       |

## Stand
| Pos | Club                | Wed | W  | G | V  | Ptn | DV  | DT  | +/− | Opmerking                      |
| --- | ------------------- | --- | -- | - | -- | --- | --- | --- | --- | ------------------------------ |
| 1   | Blauw-Wit           | 22  | 18 | 2 | 2  | 38  | 438 | 368 | +70 | Landskampioen                  |
| 2   | HAKA/E&O            | 22  | 18 | 1 | 3  | 37  | 459 | 397 | +62 |                                |
| 3   | Estenkol/Tachos     | 22  | 15 | 3 | 4  | 33  | 438 | 377 | +61 |                                |
| 4   | Swift Arnhem        | 22  | 13 | 2 | 7  | 28  | 448 | 409 | +39 |                                |
| 5   | Aalsmeer            | 22  | 12 | 3 | 7  | 27  | 420 | 380 | +40 |                                |
| 6   | Herschi/V&L         | 22  | 9  | 6 | 7  | 24  | 389 | 366 | +23 |                                |
| 7   | VGZ/Sittardia       | 22  | 9  | 5 | 8  | 23  | 418 | 410 | +8  |                                |
| 8   | Hermes              | 22  | 7  | 3 | 12 | 17  | 351 | 376 | −25 |                                |
| 9   | Fototechniek/Hellas | 22  | 5  | 4 | 13 | 14  | 411 | 413 | −2  |                                |
| 10  | Jahn II             | 22  | 5  | 2 | 15 | 12  | 391 | 474 | −83 |                                |
| 11  | Loreal              | 22  | 2  | 2 | 18 | 6   | 345 | 444 | −99 | Degradatie naar eerste divisie |
| 12  | Attila              | 22  | 2  | 1 | 19 | 5   | 383 | 475 | −92 | Degradatie naar eerste divisie |

## Topscoorder
| Goal | Naam            | Club             |
| ---- | --------------- | ---------------- |
| 154  | Ronald Habraken | Blauw-Wit        |
| 129  | Leo Nieberg     | Hotelplan/Hellas |
| 127  | Paul van Noesel | Swift Arnhem     |
| 123  | Jan-Kees Broos  | Tachos           |
| 116  | Robert Fiege    | HAKA/E&O         |

## Handballer van het jaar

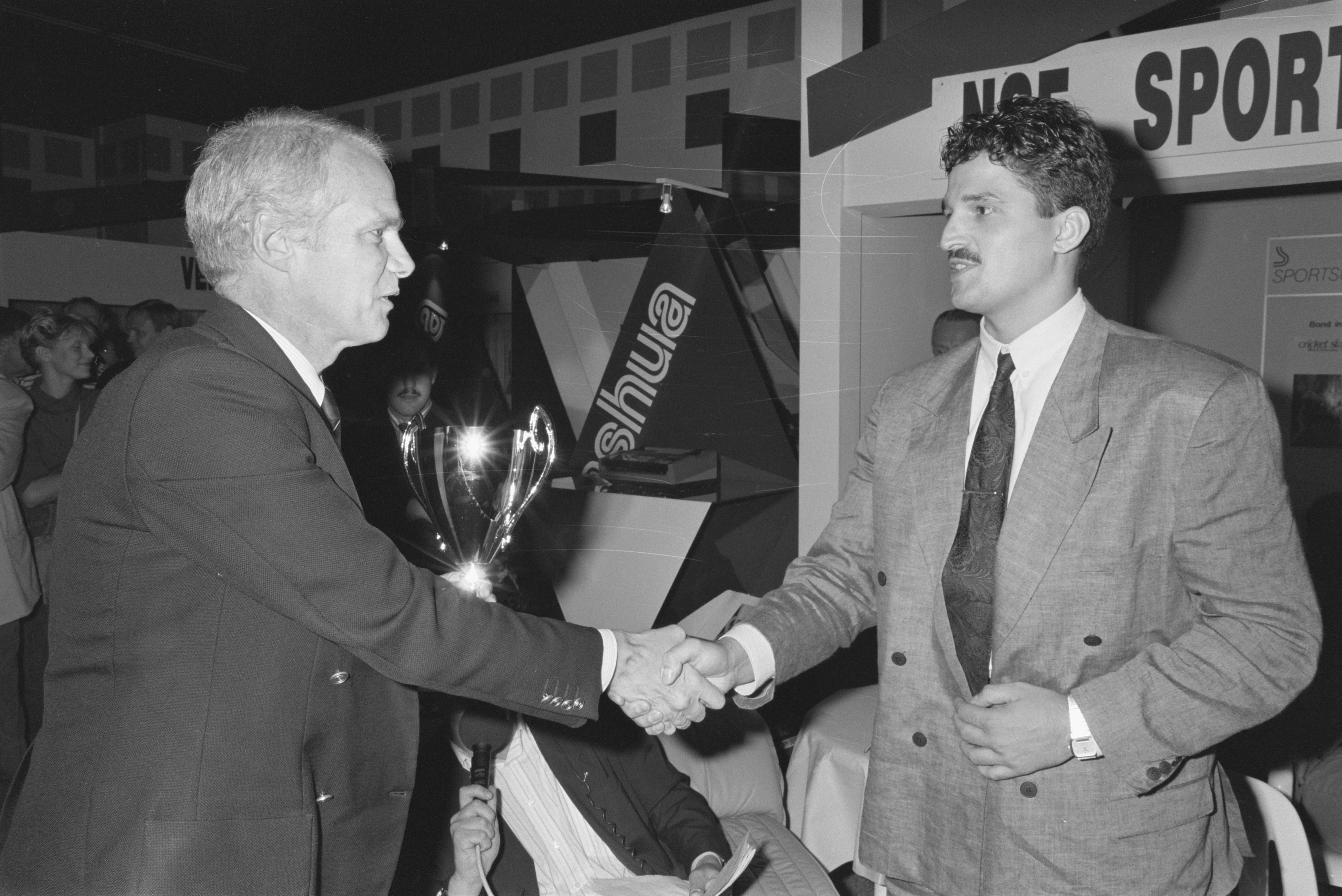
Jacques Josten (rechts) ontvangt de prijs van handballer van het jaar 1988 van bondsvoorzitter Luub Hafkamp (links).

Op 12 september 1988 werd in Almere de beste handballer van het seizoen 1987/1988 uitgeroepen.
| Pos | Naam            | Ptn  | Club          |
| --- | --------------- | ---- | ------------- |
| 1   | Jacques Josten  | 7,41 | Blauw Wit     |
| 2   | Lambert Schuurs | 3,25 | VGZ/Sittardia |
| 3   | Robert Fiege    | 2,08 | HAKA/E&O      |